# Trọng Hóa
Trọng Hoá là một xã cũ thuộc huyện Minh Hóa, tỉnh Quảng Bình, Việt Nam.

## Địa lý
Xã Trọng Hóa nằm ở rìa phía tây bắc huyện Minh Hóa, trên dãy Giăng Màn một phần của dãy Trường Sơn, có vị trí địa lý:
- Phía bắc, đông bắc, tây bắc giáp huyện Tuyên Hóa
- Phía tây giáp Lào
- Phía đông đông nam giáp xã Hóa Thanh
- Phía nam giáp xã Dân Hóa.

Xã Trọng Hoá có diện tích 190,48 km², dân số năm 2019 là 4.445 người, mật độ dân số đạt 23 người/km².

## Lịch sử
Ngày 16 tháng 6 năm 2025, Ủy ban Thường vụ Quốc hội ban hành Nghị quyết số 1680/NQ-UBTVQH15 về việc sắp xếp các đơn vị hành chính cấp xã của tỉnh Quảng Trị năm 2025. Theo đó, sắp xếp toàn bộ diện tích tự nhiên, quy mô dân số của xã Trọng Hóa, xã Dân Hóa thành xã mới có tên gọi là xã Dân Hóa.

## Hành chính
Xã Trọng Hóa được chia thành 15 bản: Bản Hưng, Bản Si, Chà Cáp, Con Bôn, Dộ - Tà Vờng, Ka Oóc, Khe Cấy, Là Hoàng, La Trọng, Lé, Lòm, Mu Roong, Nạ, Ông Tú, Ra Mai, Roong.